# Richard Walz
Richard Walz (* 24. August 1967 in Frankfurt am Main) ist ein ehemaliger deutscher Fußballspieler und heutiger -trainer. Er spielte im zentralen Mittelfeld.

## Karriere

### Vereinskarriere
Richard Walz verbrachte die ersten Jahre seiner fußballerischen Laufbahn bei den Jugendmannschaften der Sportfreunde 04 Frankfurt. Später wechselte er zu Eintracht Frankfurt, wo er bis 1986 in der Jugend aktiv war und 1985 deutscher A-Junioren-Meister wurde. Anschließend spielte er von 1986 bis 1988 für die Amateurmannschaft von Eintracht Frankfurt.
Zur Saison 1988 wechselte Walz zu Fortuna Düsseldorf, wo er bis 1991 unter Vertrag stand und in dieser Zeit 12 Tore in 69 Ligaspielen erzielte. Von 1991 bis 1993 spielte er bei Bayer 05 Uerdingen, mit denen er 1992 in die Bundesliga aufstieg.
Nach seiner Zeit in der Bundesliga war Walz für verschiedene unterklassige Vereine aktiv. So spielte er unter anderem für den FSV Frankfurt (1993–1995), den SC Verl (1995–1997, 62 Spiele/14 Tore) sowie drei Jahre lang beim damaligen Regionalligisten SV Wehen (1997–2000), wo er 96 Ligaspiele absolvierte und 30 Tore erzielte.
Ab 2000 lief er eine Saison für den SC Wiedenbrück in der Verbandsliga auf. Anschließend folgten einige Spielertrainer-Stationen im Amateurbereich.

### Trainerkarriere
Nach dem Ende seiner aktiven Laufbahn war Walz als Spielertrainer beim TuS Freckenhorst (2003–2007), SC Hoetmar (bis 2010) sowie beim DJK RW Alverskirchen (2010–2011) und Schwarz-Weiß Hultrop (bis 2014) tätig. Später trainierte er außerdem Westfalen Liesborn, wo er ab 2014 tätig war.
In der Saison 2007/08 war er eine Saison Co-Trainer unter Andreas Möller bei Viktoria Aschaffenburg.

## Erfolge
Als Spieler
- Deutscher A-Junioren-Meister: 1985 (Eintracht Frankfurt)
- Meister der 2. Bundesliga und Aufstieg in die Bundesliga: 1989 (Fortuna Düsseldorf), 1992 (Bayer Uerdingen)
- Meister der Oberliga Hessen und Aufstieg in die 2. Bundesliga: 1994 (FSV Frankfurt)
- Hessenpokal: 2000 (SV Wehen)